# 反女性主義
广义上而言，反女性主义（英語：Antifeminism）指对部分或全部形式的反对女性主义。在不同的时代和文化中，反女性主义的形式也有所不同。

## 起源
部分人认为女性主义违反自己民族的传统价值或宗教信仰，因而选择反对女权主义。有些女权主义者亦反对部分形式的女性主义，例如作家卡蜜兒·帕利亞、克里斯蒂娜·霍夫·萨默斯、珍·貝絲琪·艾爾西登、伊莉莎白·福克斯-簡諾維斯和凯蒂·洛芙，她们认为，女权主义者常宣扬厌男主义和女性权力应高于男性权力，激进的女权主义立场对男女均有害。

## 立场
並非所有反女權主義者都持有這些立場，有的只持有部分或持有以下所沒提到的其他立場。
- 一种观点认为，女性角色的改变对家庭来说是一种破坏性力量。另一种观点认为，女性角色的改变是一种威胁家庭的社会灾难，而家庭解体容易使个体脱离到社会的混乱当中[2]。

- 女权主义否定天生的性别差异，而且企图重新改造人类，让人们违背自己天生的生物性倾向[3] 。

- 女權主義並非都否定天生差異，將近一半的女權主義都認同天生的性別差異，最受普遍認同的女權主義特別強調天生的性别差异，要求人们遵循自己天生的生物性倾向。激進女權主義就是採這個立場，「排除跨性別的激進女性主義者」（TERF）也經常是同樣的立場。

- 尽管女权主义者声称自己支持性別平等，但忽略了男性独有的权益问题[4][5][6]。

- 女权主义已经达到了目标，而现在开始赋予女性特殊权益、或特定事务的特殊豁免权，从而追寻女性比男性更高的地位。如「底薪論」。[7][8]